# Domaszék
Domaszék é um município da Hungria, situado no condado de Csongrád-Csanád. Tem 52,15 km² de área e sua população em 2019 foi estimada em 4.919 habitantes.